# Pseudolycaena marsyas
Pseudolycaena marsyas is een vlinder uit de familie van de Lycaenidae. De wetenschappelijke naam van de soort werd als Papilio marsyas in 1758 gepubliceerd door Carl Linnaeus.

## Synoniemen
- Thecla cybele Godman & Salvin, 1896
- Thecla dorcas Druce, 1907
- Pseudolycaena marsyas nellyae Lamas, 1981